# Roberto Ferri (cantante)
Roberto Ferri (Bologna, 15 ottobre 1947 – Bologna, 12 dicembre 2022) è stato un cantautore, paroliere e scrittore italiano.

## Biografia
Roberto Ferri debuttò al Festival di Castrocaro nel 1967, e partecipò a Settevoci verso la fine degli anni sessanta.
Sempre negli anni sessanta Ferri entrò a far parte della PDU di Mina, per la quale incise quattro 45 giri; scrisse anche canzoni per Dori Ghezzi, Iva Zanicchi, Giorgia Fiorio, Toto Cutugno, Cristiano De André, Carmen Villani, Gianni Morandi, Adriano Celentano, New Trolls, Alexia, Noemi.
Nel 1983 vinse come autore il Festival di San Remo con Sarà quel che sarà di Tiziana Rivale. Parallelamente seguì vari corsi sul teatro diretti da Antonio Fava e inoltre conobbe Fabrizio De André con cui collaborò scrivendo Faccia di cane (anche se De André non figurava ufficialmente tra gli autori), brano dei New Trolls che partecipò al Festival di Sanremo classificandosi terzo ma vincendo il Premio della Critica, e con il figlio Cristiano firmando insieme (più Franco Mussida) Bella più di me.
Nel 1991 l'Associazione Italo-Francese di Bologna affidò a Ferri il compito di ricordare il decennale della morte di Brassens con alcuni concerti di canzoni francesi. Nel 1997 Ferri scrisse, insieme a Vasco Rossi e Gaetano Curreri, ...e dimmi che non vuoi morire cantata da Patty Pravo. Ferri tradusse anche la canzone Memory, tratta dal musical Cats intitolata Piano e cantata da Sarah Brightman e da Stephen Hansen. Scrisse anche per Hervé Vilard.
Nell'estate del 2000 Roberto Ferri partecipò al Festival di Fano con il suo spettacolo Il violino e la selce sotto la direzione artistica di Franco Battiato. Contemporaneamente si esibì come supporter, in Banda Orchestrale, sempre di Battiato. Partecipò al festival Incontri internazionali della Musica di Salerno, dove aprì il concerto di Juliette Gréco. A Genova, in occasione dell'evento Faber, amico fragile, concerto di tributo a Fabrizio De André (deceduto l'anno precedente), presentò La Romance de Marinelle, versione francese di La canzone di Marinella, da lui tradotta e cantata: la canzone venne poi pubblicata nel 2003 nel doppio album intitolato come il concerto. Negli anni seguenti Roberto Ferri partecipò a due tournée con Franco Battiato aprendone i concerti.
Realizzò un cd di canzoni francesi classiche e altre di cantautori italiani contemporanei che tradusse e cantò in francese. Nel 2002 partecipò al festival di San Remo durante i convegni del Premio Tenco sulla traduzione, l'anno dopo intervenne al Festival di Fano nella serata dedicata ai cantautori. Dal punto di vista discografico uscì Marinelle et le Chat e in seguito Vivo d'arte e Se per caso un giorno la follia... entrambi registrati dal vivo. Sempre nel 2002 fu in gara al 45º Zecchino d'Oro con il brano Grande diventerò.
Nel 2010 pubblicò insieme agli Artisti per la donazione degli organi Ti amo anche se non so chi sei prodotto insieme alla moglie e che vedeva la supervisione di Franco Battiato. L'album conteneva anche il video di Com'è profondo il mare di Lucio Dalla, cantato dallo stesso insieme ad altri artisti. Nell'aprile 2012 uscirà l'audiolibro/CD Tutta colpa dell'Amore sempre in collaborazione degli Artisti per la donazione degli organi. Il disco era patrocinato, come il precedente, dalla Fondazione FIRE, dalla Associazione Onlus ANTF e dalla Associazione Onlus Epac.
Negli anni seguenti Ferri tenne in concerti in Italia ed in Francia.
Negli ultimi anni Ferri si dedicò alla scrittura di poesie e aforismi.
È deceduto all'età di 75 anni il 12 dicembre 2022.

## Vita privata
Ferri era sposato con la cantante Marinella.
Laureato in chimica e specializzato in scienze e tecnologie cosmetiche, esercitava, oltre all'attività in campo musicale, le professioni di cosmetologo e profumiere.

## Discografia

### Album in studio
- 1977 – Se per caso un giorno la follia
- 2001 – Marinelle et le chat
- 2006 – Vivo d'arte

### Album dal vivo
- 2007 – Se per caso un giorno la follia Live

### Singoli
- 1967 – Milioni di parole/La partenza
- 1968 – Come una vecchia canzone francese/Un pugno di mosche
- 1969 – Quello che perderai/Tienimi
- 1970 – Questa voglia di te/I Fantasmi
- 1978 – Io povero pazzo/Requiem per Boby
- 1980 – Italian Brothers Reggae/E 123
- 1981 – Megavattene/Il disertore
- 1981 – Bologna/Vita

### Narrativa e poesia
- 2013 – UNA VITA PER UNA VITA, "Mr.Goodliver ci vuole fegato" (INDI - Centosuoni)
- 2015 – IO CONFESSO, "Verità ... Mezze Verità ... Bugie"  (INDI - Centosuoni)
- 2016 – UN ANNO D'AMORE, "365 Giorni DiVersi" (INDI - Centosuoni)
- 2018 – MOMENTI DI VITA, "Poesie e Aforismi di Vita comune" (INDI - Centosuoni)
- 2019 - NOBILI PAROLE  " Poesie e Aforismi " (INDI - Centosuoni)
- 2020 - LE PAROLE CHE VUOLE IL CUORE  " Poesie e Aforismi " (INDI - Centosuoni)
- 2021 - LE PAROLE DELL'AMORE " Poesie e Aforismi " (INDI - Centosuoni)